# Solaris Urbino
A Solaris Urbino egy alacsonypadlós / alacsony belépésű buszcsalád, melyet hagyományos hajtással és alacsony, illetve zéró emissziós változatban is gyárt a lengyel Solaris Bus & Coach Bolechowoban (Poznań környékén), Lengyelországban. 1999 óta gyártják, jelenleg a negyedik generáció van érvényben. Belföldön és külföldön is nagy számban értékesítik. Trolibuszváltozata a Solaris Trollino, illetve létezik Solaris InterUrbino is.

## Változatai
A 12 és 18 méteres autóbuszok elérhetők hagyományos (dízel), CNG, hybrid, electric és hydrogen változatokban is. A 10,5 méteres csak dízelként, a 24 méteres csak elektromosként kérhető. A 9 és a 15 méteres Urbinók csak LE változattal rendelkeznek, és elektromos hajtásúak.